# Oratemnus punctatus
Espèce
Synonymes
- Chelifer punctatus L. Koch & Keyserling, 1885
- Chelifer brevidigitatus L. Koch & Keyserling, 1885

Oratemnus punctatus est une espèce de pseudoscorpions de la famille des Atemnidae.

## Distribution
Cette espèce est endémique d'Australie.

## Publication originale
- L. Koch & Keyserling, 1885 : Die Arachniden Australiens. Nürnberg, p. 1-51.